# Jeřáb labský
Jeřáb labský (Sorbus albensis) je opadavý strom vysoký až 13 m, někdy s několika kmeny, nebo i jako keř. Tento druh, rozšířený na území ležícím západně až severozápadně od Litoměřic, je endemitem Chráněné krajinné oblasti České středohoří. Je ustálený hybridogenní apomiktický druh s triploidní sadou chromozomů (2n=3×=51), který vznikl křížením jeřábu dunajského (Sorbus danubialis) a jeřábu břeku (Sorbus torminalis) a je součásti skupiny více než deseti velmi podobných druhů okolo jeřábu širolistého (Sorbus latifolia agg.).
Jeřáb labský byl při chorologické kontrole odlišen od jeřábu českého (Sorbus bohemica) popsaného v roce 1961. Druhové jméno albensis je odvozeno od názvu řeky Labe (latinsky Albis).

## Rozšíření
Vyrůstá na dvanácti místech v Českém středohoří, nejsevernější lokalita je u obce Církvice, nejjižnější u Malíče, nejzápadnější u Litochovic nad Labem a nejvýchodnější u obce Hlinná, tyto lokality nejsou od sebe dále než 6 km. Nejbohatší stanoviště čítající několik stovek jedinců je u vrchu Plešivec, další početnější jsou na stráních u osady Knobloška a na vrchu Bídnice. Na jiných lokalitách je tento druh spíše rozptýlený nebo se vyskytuje v malých skupinkách. Vzhledem k počtu míst výskytu a velikosti populace odhadované na 600 kusů, je jeřáb labský druhým nejhojnějším endemickým druhem rodu jeřáb, které rostou v české krajině.

## Ekologie
Areál jeřábu labského se nalézá v nadmořské výšce od 180 m n. m. po 540 m. Nachází se v poměrně teplé klimatické oblasti, kde průměrná roční teplota bývá 8 až 9 °C a obvyklé roční úhrnné srážky se pohybují od 550 do 600 mm. Druh se vyskytuje v řídkých acidofilních doubravách, v suťových lesích i na polosuchých loukách, roste v opuštěném třešňovém sadu, stejně jako v keřových společenstvech na skalních výchozech. Prospívají mu půdy, které mají za podloží pískovec, slín, opuka, čedič i rula.
Popisovaná dřevina produkuje na osvětlených místech spoustu plodů a po okolí i semenáčů, je tam schopen úspěšně vytvářet i nevelké jednodruhové porosty. V málo osvětleném lesním podrostu bývá sterilní a potomstvo plodí pouze při dostatku světla, v mezerách v zápoji korun. Většina lokalit se nachází na severovýchodních nebo severozápadních svazích, převážná část jedinců roste v člověkem ovlivněných polopřirozených lesích nebo na bývalých pastvinách samovolně přeměněných v řídké lesy či křoviny.
Kvete obvykle v květnu. Přestože květy navštěvují opylovači chtiví pylu i nektaru, rozmnožuje se jeřáb labský převážně apomikticky.

## Popis
Opadavý strom (nebo keř) vysoký až 13 m, někdy s několika kmeny, obvod kmene může být až 1 m. V mládí má šedou kůru hladkou, v dospělosti jsou na ní ve spodní části kmene hojné svislé štěrbiny. Z kmene odbočují pod úhlem 30 až 40° jednotlivé šedé větve, mladé větvičky jsou zprvu oranžovohnědé a plstnaté, později jsou lysé a mají eliptické světle hnědé lenticely. Vejčité pupeny bývají asi 12 mm dlouhé a 6 mm široké, mají zelené šupiny s úzkým hnědým a řídce plstnatým lemem.
Střídavě vyrůstající listy se slabě plstnatými řapíky, dlouhými okolo 1 cm, jsou celistvé a čepel mají lesklou, vejčitou, dlouhou 7 až 8,5 cm a širokou 5 až 6 cm, v nejširším místě má 50 až 60 % délky. Čepel má svrchní stranu zelenou a téměř lysou, dolní žlutavě šedozelenou a rovnoměrně plstnatou, je široce trojúhelníkovitá, na bázi klínovitá a na vrcholu zahrocená. Po obvodě je pravidelně pilovitá, u báze má někdy laloky, které bývají vypouklé či rovné a širší než 1 cm, zuby ukončující žilky zpeřené žilnatiny nebo laloky jsou větší a ostřejší, žilek bývá po jedné straně čepele devět až patnáct. Listy mají drobné palisty.
Květenství tvoří vypouklá chocholičnatá lata s plstnatými rameny, která bývá tvořena průměrně třiceti až čtyřiceti bílými květy velkými 6 až 7 cm. Květy jsou pravidelné, oboupohlavné a pětičetné s volnými květními obaly. Kališní lístky vyrůstající z nálevkovité češule jsou trojúhelníkovité, na konci špičaté, vzpřímené, dlouhé asi 3 cm, široké 2,5 cm a jsou vytrvalé. Korunní lístky jsou široce vejčité až téměř kulaté, rozestálé, bělavé, slabě vypouklé, dlouhé 6 až 7 cm, široké 5 až 5,5 cm a mají krátký dráp. V květu je průměrně dvacet tyčinek s bělavými nitkami s prašníky, jež jsou zpočátku růžové a ve zralosti pylu žluté. Semeník je polospodní, dvě až tři krémově zelené čnělky dlouhé asi 4,5 mm nesou ploché, zelenkavě zbarvené, asi 0,6 mm široké blizny.
Z květu se, pravděpodobně apomikticky bez fyzického opylení, vyvine plod, elipsoidní až obvejčitá, nejprve zelená a ve zralosti oranžovočervená malvice se suchým kalichem na vrcholu. Je lesklá, lysá, asi 13 až 15 mm velká s okrovými lenticelami na exokarpu a obsahuje chlupaté semeno. Plody nejsou pro lidi chutné, bývají však v zimním období sezobané ptáky, kteří tak semena v útrobách roznesou po okolí.

## Ohrožení
Jeřáb labský je ohrožen hlavně mizením světlých lesů, které představují jeho hlavní biotop. Proto byl Agenturou ochrany přírody a krajiny ČR v "Červeném seznamu ohrožených druhů České republiky – cévnaté rostliny" z roku 2017 zařazen do kategorie silně ohrožených druhů (C2r). Stejně je hodnocen i Mezinárodním svazem ochrany přírody IUCN.